# Ngưng tụ Fermion
 Ngưng tụ Fermion hay  Ngưng tụ Fermi-Dirac là một pha siêu lỏng tạo thành từ các hạt cơ bản fermion có spin nửa nguyên ở nhiệt độ rất thấp. Nó gần liên quan đến Ngưng tụ Bose-Einstein, một pha siêu lỏng tạo thành bởi boson trong điều kiện tương tự. Trường hợp ngưng tụ fermion đầu tiên được mô tả là trạng thái của các electron trong hiện tượng siêu dẫn, bản chất vật lí của các nghiên cứu đối với nguyên tử fermion gần đây cũng giống như vậy. Sự ngưng tụ nguyên tử fermion đầu tiên được tạo ra bởi một nhóm nghiên cứu do Deborah S. Jin lãnh đạo vào năm 2003.

## Kiến thức nền

### Siêu lỏng
Ngưng tụ Fermion xảy ra ở các nhiệt độ thấp hơn Ngưng tụ Bose-Einstein và là một dạng của siêu lỏng. Như theo tên gọi, siêu lỏng mang những tính chất của chất lưu giống với chất lỏng và chất khí thông thường, như là sự không có hình dạng cố định và tính chảy là phản ứng đối với lực tác dụng. Dù sao, siêu lỏng có những tính chất mà chất lỏng bình thường không có được. Ví dụ, nó có thể chảy ở vận tốc lớn mà không để thất thoát chút năng lượng nào - tức là độ nhớt bằng 0. Ở vận tốc chảy nhỏ hơn, năng lượng của siêu lỏng bị thất thoát do sự hình thành của xoáy lượng tử, nó hoạt động như một "lỗ trống" trong môi trường mà siêu lỏng bị phân nhỏ. Siêu lỏng lần đầu được tìm thấy ở Heli-4, một boson.

### Siêu lỏng Fermion
Việc tạo nên một chất siêu lỏng fermion khó khăn hơn rất nhiều so với siêu lỏng boson, vì theo Nguyên lí loại trừ Pauli cho thấy không thể có hai fermion cùng trạng thái lượng tử. Dù sao, có một cơ chế quen thuộc trong đó một siêu lỏng có thể tạo thành từ các fermion: đó là Lý thuyết BCS, được khám phá năm 1957 bởi các nhà vật lí John Bardeen, Leon Cooper, John Robert Schrieffer để giải thích hiện tượng siêu dẫn. Các ông cho biết rằng, khi giảm nhiệt độ xuống dưới một mức nhất định, các electron (tức là một loại fermion) có thể kết đôi để tạo thành cặp đôi gắn chặt với nhau - gọi là cặp đôi Cooper. Tới chừng nào sự va chạm giữa mạng lưới ion của chất rắn chưa cung cấp đủ năng lượng để phá vỡ các cặp đôi Cooper, dòng electron lỏng có thể chảy mà không bị hao phí. Kết quả là một siêu lỏng được tạo thành và chất liệu dòng electron chảy qua là một chất siêu dẫn.
Lý thuyết BCS thành công một cách phi thường trong việc mô tả hiện tượng siêu dẫn. Một thời gian ngắn sau khi công trình liên quan đến lý thuyết BCS được công bố, vài nhà vật lí lí thuyết đề xuất rằng hiện tượng tương tự có thể xảy ra đối với các fermion khác electron, như nguyên tử Heli-3. Dự đoán này đã được xác nhận bằng thí nghiệm do Douglas Osheroff tiến hành năm 1971, trong đó heli-3 trở thành siêu lỏng ở nhiệt độ dưới 0,0025 K. Điều này sớm được xác thực rằng sự chuyển hoá thành siêu lỏng của beli-3 có thể phát sinh do cơ chế giống Lý thuyết BCS.

### Sự tạo nên ngưng tụ Fermion đầu tiên
Khi Eric Cornell và Carl Wieman tạo nên một dạng ngưng tụ Bose-Einstein từ nguyên tử Rubiđi vào năm 1995, điều này khơi dậy hi vọng tạo nên một dạng ngưng tụ tương tự từ fermion, nó là siêu lỏng tuân theo cơ chế của Lí thuyết BCS. Tuy nhiên, những tính toán ban đầu chỉ ra rằng nhiệt độ để tạo nên Cặp đôi Cooper trong các nguyên tử là quá thấp để đạt tới. Đến năm 2001, Murray Holland tại JILA đưa ra một giải pháp để vượt qua khó khăn này. Ông dự đoán rằng các hạt fermion có thể được hấp dẫn để tạo thành cặp nhờ vào việc đưa chúng vào một từ trường mạnh.
Trong năm 2003, sau khi làm việc dưới sự gợi ý của Holland, Deborah S.Jin từ JILA, Rudolf Grimm từ Đại học Innsbruck và Wolfgang Ketterle từ MIT quyết định hấp dẫn nguyên tử fermion thành các phân tử boson, sau đó tạo thành Ngưng tụ Bose-Einstein. Dù sao, nó vẫn chưa phải là Ngưng tụ Fermion đúng nghĩa. Ngày 16 tháng 12 năm 2003, Deborah S.Jin tạo nên ngưng tụ từ fermion đầu tiên. Thí nghiệm được tiến hành bằng cách cho 500.000 nguyên tử Kali-40 làm lạnh đến 5×10−8  K  dưới một từ trường thay đổi theo thời gian.